# Matterello

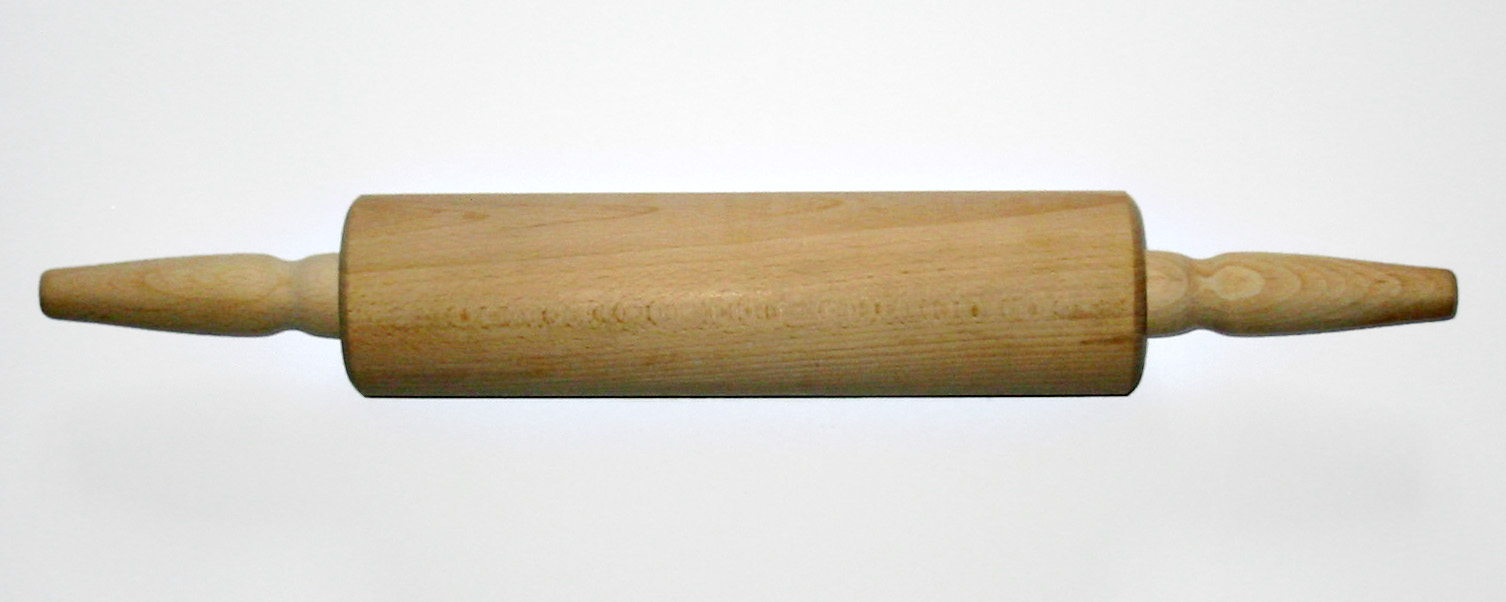
Un matterello in legno

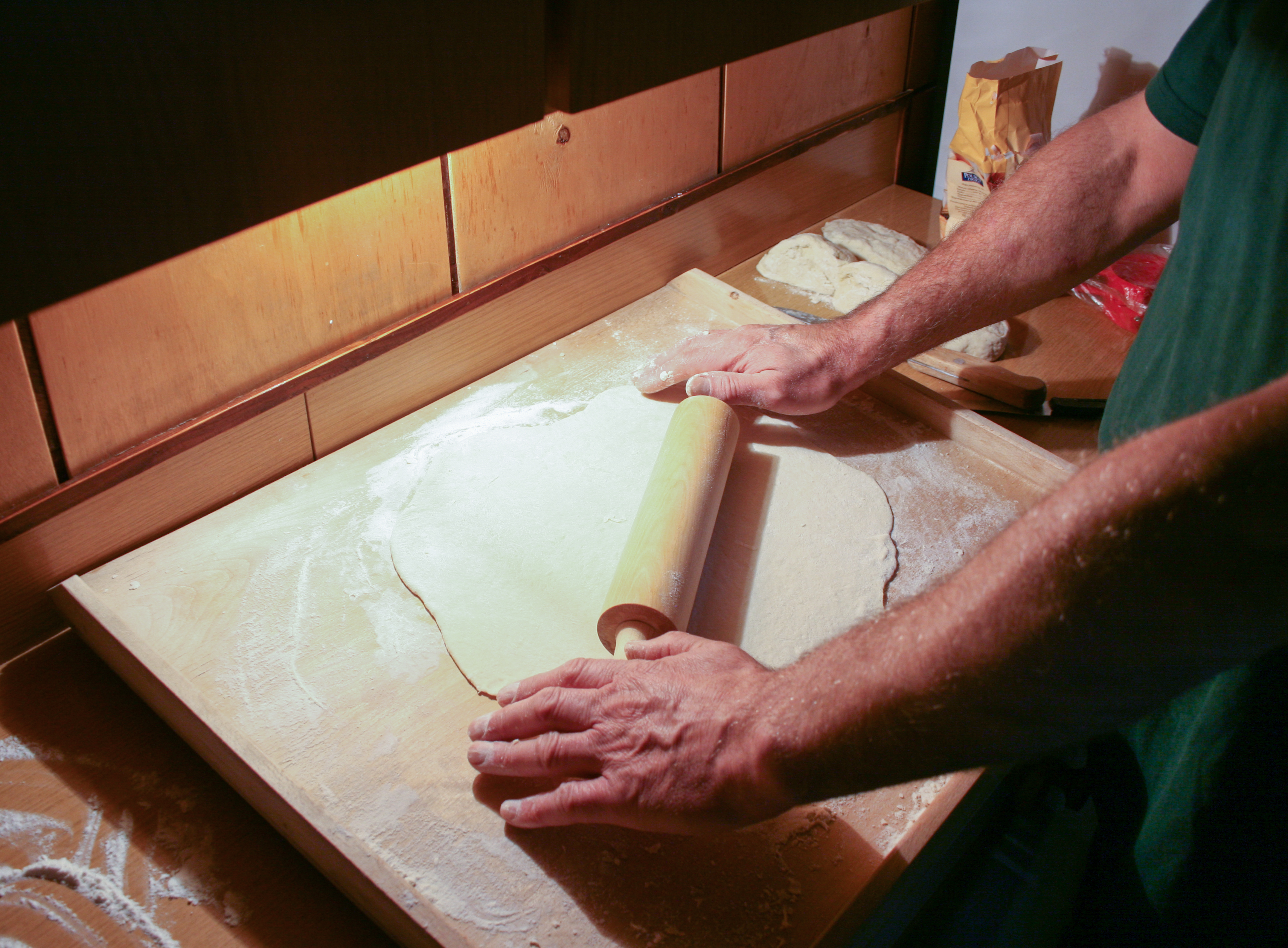
Un impasto steso col matterello

Il matterello, o mattarello, è un attrezzo utilizzato in cucina per distendere e assottigliare gli impasti solidi in genere.

## Descrizione
La parola è un diminutivo di mattero, che in passato era un'arma celtica, simile a una picca o a un giavellotto.
La versione più tradizionale è costituita da un semplice cilindro in legno di 5-8 cm di diametro e lungo 50-70 cm (90-130 cm in Emilia e in Romagna). Alcuni tipi, piuttosto corti, contengono internamente un secondo cilindro sporgente all'esterno con due manici, scorrevole rispetto al corpo principale, che consente una presa fissa e più robusta dell'attrezzo. Esistono matterelli in marmo, acciaio, alluminio o materiale plastico antiaderente.

## Nomi locali
Nel grossetano il matterello è chiamato anche lansagnolo.
In Abruzzo è chiamato lu stennamass. 
In Sicilia è noto come lasagnaturi.
In romanesco è usualmente chiamato stennarello o stennerello, dal verbo stènnere: stendere (l'impasto).

## Varianti
In Carnia, il trecchio è un tipo di matterello costruito con legno di noce, utilizzato specificamente per la battitura della polenta.